# Taylor (Arkansas)
Taylor é uma cidade localizada no estado americano de Arkansas, no Condado de Columbia.

## Demografia
Segundo o censo americano de 2000, a sua população era de 566 habitantes.
Em 2006, foi estimada uma população de 539, um decréscimo de 27 (-4.8%).

## Geografia
De acordo com o United States Census Bureau, a localidade tem uma área de 2,6 km², sem área coberta por água. Taylor localiza-se a aproximadamente 81 m acima do nível do mar.

## Localidades na vizinhança
O diagrama seguinte representa as localidades num raio de 32 km ao redor de Taylor.